# Argia telesfordi
Argia telesfordi – gatunek ważki z rodziny łątkowatych (Coenagrionidae).